# Wings Greatest
Wings Greatest — альбом-сборник британской рок-группы Wings, выпущенный в 1978 году, восьмой альбом в дискографии группы, десятый альбом в сольной дискографии лидера группы Пола Маккартни вне и после его участия в группе The Beatles. Примечательно, что это первая официально изданная ретроспектива творчества Пола Маккартни в период «после Битлз». Этот сборник наиболее адекватно представлял как сольное творчество Маккартни, так и творчество Wings вплоть до появления таких изданий, как All the Best! и Wingspan: Hits and History.

## Создание альбома
Сборник был скомпонован после решения Маккартни не продолжать далее контракт с Capitol Records — американским лейблом, принадлежащим EMI, — начав сотрудничество (как позже выяснилось, в течение шести лет) с лейблом Columbia Records, которому передавались права на публикацию записей Маккартни в США и Канаде; права же на распространение записей Маккартни во всём остальном мире оставались у EMI.
Wings Greatest примечателен тем, что на нём были изданы многие выходившие до того лишь на синглах записи, сделанные после 1970 года, включая «Another Day» (запись, сделанная именно самим Полом, не запись Wings), «Live and Let Die», «Junior's Farm», «Hi, Hi, Hi» и «Mull of Kintyre». Так же как и у «Another Day», авторство песни «Uncle Albert/Admiral Halsey» было обозначено «Paul & Linda McCartney» (рус. Пол и Линда Маккартни) — в соответствии с первоначальным на их альбоме 1971 года Ram.
Несмотря на то, что к концу 1978 у Маккартни было достаточно хитов, чтобы заполнить двухдисковое издание, из коммерческих соображений было решено издать всё же однодисковый альбом. Поэтому несколько вполне заслуживавших того песен на сборник не вошли — например, ни одна песня не была взята из альбома Venus and Mars (1975), несмотря на то, что, к примеру, песня «Listen to What the Man Said» стала хитом № 1 в США.
Сборник рекламировался в Великобритании на телевидении рекламным роликом, где несколько «обычных» людей (роли сыграны актёрами) поют мелодии Wings в различных общественных местах. В конце ролика мусорщик, сидя в кабине своего мусоровоза и ожидающий зелёного света на светофоре (на знаменитом пешеходном переходе возле Эбби Роад, запечатлённом на обложке одноимённого альбома The Beatles), фальшиво пропевает мелодию песни «Band on the Run»; в этот момент Пол, Линда и Денни Лэйн оказываются рядом и Пол восклицает: «Приятель, ты немного плоский!» (англ. You’re a bit flat mate!); мусорщик (видимо, думая, что речь идёт о колёсах мусоровоза) высовывается из кабины и говорит: «Забавно, я только сегодня утром их проверял!» (англ. Funny, I only checked them this morning!).
В 1993 Wings Greatest был ремастирован и переиздан на CD как часть серии The Paul McCartney Collection.

## Список композиций
Слова и музыка всех песен — Пол Маккартни и Линда Маккартни, за исключением отмеченных особо.
| №  | Название             | Автор(ы)      | Исполнитель            | Длительность |
| -- | -------------------- | ------------- | ---------------------- | ------------ |
| 1. | «Another Day»        |               | Paul McCartney         | 3:42         |
| 2. | «Silly Love Songs»   |               | Wings                  | 5:52         |
| 3. | «Live and Let Die»   |               | Paul McCartney & Wings | 3:11         |
| 4. | «Junior's Farm»      |               | Paul McCartney & Wings | 4:21         |
| 5. | «With a Little Luck» | Пол Маккартни | Wings                  | 5:45         |
| 6. | «Band on the Run»    |               | Paul McCartney & Wings | 5:10         |

| №   | Название                      | Автор(ы)                  | Исполнитель            | Длительность |
| --- | ----------------------------- | ------------------------- | ---------------------- | ------------ |
| 7.  | «Uncle Albert/Admiral Halsey» |                           | Paul & Linda McCartney | 4:48         |
| 8.  | «Hi, Hi, Hi»                  |                           | Wings                  | 3:07         |
| 9.  | «Let 'Em In»                  |                           | Wings                  | 5:09         |
| 10. | «My Love»                     |                           | Paul McCartney & Wings | 4:08         |
| 11. | «Jet»                         |                           | Paul McCartney & Wings | 4:06         |
| 12. | «Mull of Kintyre»             | Пол Маккартни, Денни Лэйн | Wings                  | 4:43         |

## Чарты

### Позиции в чартах
| Страна                  | Чарт (1978-79)             | Позиция |
| ----------------------- | -------------------------- | ------- |
| Австралия               | Kent Music Report Chart    | 8       |
| Канада                  | RPM Albums Chart           | 25      |
| Голландия               | Mega Albums Chart          | 18      |
| Франция                 | SNEP Albums Chart          | 2       |
| Япония                  | Oricon LP Chart            | 24      |
| Новая Зеландия          | Albums Chart               | 16      |
| Норвегия                | VG-lista Albums Chart      | 20      |
| Швеция                  | Albums Chart               | 32      |
| Великобритания          | UK Albums Chart            | 5       |
| США                     | Billboard 200              | 29      |
| Западная Германия (ФРГ) | Media Control Albums Chart | 18      |

### Чарты по итогам года
| Страна         | Чарт (1979)     | Позиция |
| -------------- | --------------- | ------- |
| Австралия      | Albums Chart    | 53      |
| Великобритания | UK Albums Chart | 43      |

### Сертификации
| Страна                   | Сертификация |
| ------------------------ | ------------ |
| Канада (Music Canada)    | Платиновый   |
| Гонконг (IFPI Hong Kong) | Золотой      |
| Великобритания (BPI)     | Платиновый   |
| США (RIAA)               | Платиновый   |